# Tân Nghi
Tân Nghi (chữ Hán giản thể: 新沂市, âm Hán Việt: Tân Nghi thị) là một thành phố cấp huyện thuộc địa cấp thị Từ Châu, tỉnh Giang Tô, Cộng hòa Nhân dân Trung Hoa. Thành phố Tân Nghi có diện tích 1.586 km², dân số 990.000 người. Thành phố Tân Nghi là một trong những trục giao thông trọng yếu của Hoa Đông.
Về mặt hành chính, Tân Nghi chia ra thành 16 trấn, là: Tân An, Ngõa Diêu, Cảng Đầu, Đường Điếm, Hợp Câu, Thảo Kiều, Diêu Loan, Kì Bàn, Vương Trang, Tân Điếm, Thiệu Điếm, Bắc Câu, Thời Tập, Cao Lưu, A Hồ, Song Đường.